# Albert van den Berg
Philippus Albertus van den Berg (Tswelopele, 26 de enero de 1974) es un ex–jugador sudafricano de rugby que se desempeñaba como segunda línea.

## Selección nacional
Fue convocado a los Springboks por primera vez en junio de 1999 para enfrentar a la Azzurri, fue un jugador regular en su seleccionado y disputó su último partido en noviembre de 2007 ante los Dragones rojos. En total jugó 51 partidos y marcó cuatro tries para un total de veinte puntos.

### Participaciones en Copas del Mundo
Disputó las Copas del Mundo de Gales 1999 donde los Springboks fueron derrotados por los Wallabies en semifinales y luego vencieron a los All Blacks en el partido por el tercer puesto. Ocho años después Francia 2007, donde jugó su último mundial y se consagró campeón del Mundo.
| Mundial                       | Sede    | Resultado     | PJ | Tries |
| ----------------------------- | ------- | ------------- | -- | ----- |
| Copa Mundial de Rugby de 1999 | Gales   | Tercer puesto | 5  | 2     |
| Copa Mundial de Rugby de 2007 | Francia | Campeón       | 2  | 0     |

## Palmarés
- Campeón de The Rugby Championship de 2004.
- Campeón de la Currie Cup de 2008.